# 케이맨 제도 올림픽 위원회
케이맨 제도 올림픽 위원회(영어: Cayman Islands Olympic Committee)는 케이맨 제도의 국가 올림픽 위원회이다. IOC 코드는 CAY이다. 본부는 조지타운에 있으며 범아메리카 스포츠 기구에 소속되어 있다.
1973년에 설립되었으며 1976년에 국제 올림픽 위원회의 승인을 받았다. 올림픽, 팬아메리칸 게임, 중앙아메리카·카리브해 경기 대회, 코먼웰스 게임을 비롯한 국제 스포츠 대회에 참가하는 케이맨 제도의 선수들을 대표한다.

## 같이 보기
- 올림픽 케이맨 제도 선수단